# 周維持
周維持（？—？），字尔调，號念莪，南直隶镇江府金坛县人，明朝政治人物。

## 生平
万历四十六年（1618年）戊午科应天乡试举人，四十七年（1619年）联捷己未科进士。泰昌元年（1620年）授香山县知县，樂易親民喜造士，設仁山書院，課諸生，有《仁山會課稿》。天啟元年（1621年）辛酉科舉鄉薦五人，一解額、一連榜進士，皆仁山首擢士。五年（1625年）四月考選，升貴州道監察御史，条陈二款：其一在晣品格以清仕路，言最可恨情面门户四字，其一在昭罪案以明国是，言奸邪植党煽惑，乞将党人旧日凡有倡建书院，不论省直州县立时改毁。又言兵部尚书赵彦纵子赵昌胤公开贿门，乞夺赵昌胤袭以谢天下。又言张问达招引王之寀以结党煽惑，周嘉谟护庇王安以蔑旨罔上，刘惟忠、白所知依附权奸俱宜立赐摈斥。疏纠文选司官刘行义与其同官王任杰大开贿门，赃私狼籍，俱各革职、削夺、闲住。以兄周應秋在位，引嫌歸。崇禎初，起陕西道御史，巡按浙江，被劾罷。兄弟並立逆案。

## 家族
曾祖周潛；祖父周杲，冠带義士；父周于德，累贈中宪大夫河南布政使司右參政。母王氏，贈安人。永感下。兄周應秋、周廷侍、周泰峙、周召詩、周當時。